# Gabriel Hanedoes
Gabriel Hanedoes (Haarlemmermeer, 23 januari 1869 - Apeldoorn, 17 september 1953) was een Nederlandse landschapsschilder en glasschilder.

## Biografie

### Jeugdjaren
Gabriel Hanedoes is op 23 januari 1869 geboren in Haarlemmermeer. Hij was de zoon van Hendrik Anthonij Hanedoes (1827 - 1913) en Elisabeth Carolina Pape (1838 - 1920). De familie Hanedoes woonde op een groot landgoed, genaamd Kraaijveld. Dit ligt in de buurt van Haarlem. Later is men hier begonnen met de aanleg van vliegveld Schiphol.
Een beroemde oom van Gabriel Hanedoes is de kunstschilder Louwrens Hanedoes. Gabriel Hanedoes zou, evenals zijn oom, ook kunstschilder gaan worden.

### Studiejaren en de jaren in Hannover
Hij volgde zijn opleidingen in Amsterdam en in Hannover. De opleiding tot schilder in Hannover duurde drie jaar. Naderhand besloot hij nog een aantal jaren te blijven wonen in Hannover. Al met al heeft hij in de jaren 1899 tot en met 1909 in Hannover gewoond. Daarna ging hij verhuizen naar Den Haag.

### Succesvolle jaren in Den Haag
In Den Haag woonden veel kunstenaars. De keuze voor deze stad was dus best wel strategisch. Gabriel Hanedoes ging wonen aan de Weimarstraat. Hij was actief als kunstschilder, kunsthandelaar en glas in lood gieter. Tijdens de Wereldtentoonstelling van 1915 in San Francisco, kreeg hij zelfs een gouden medaille uitgereikt van koningin Wilhelmina.

### Apeldoornse jaren

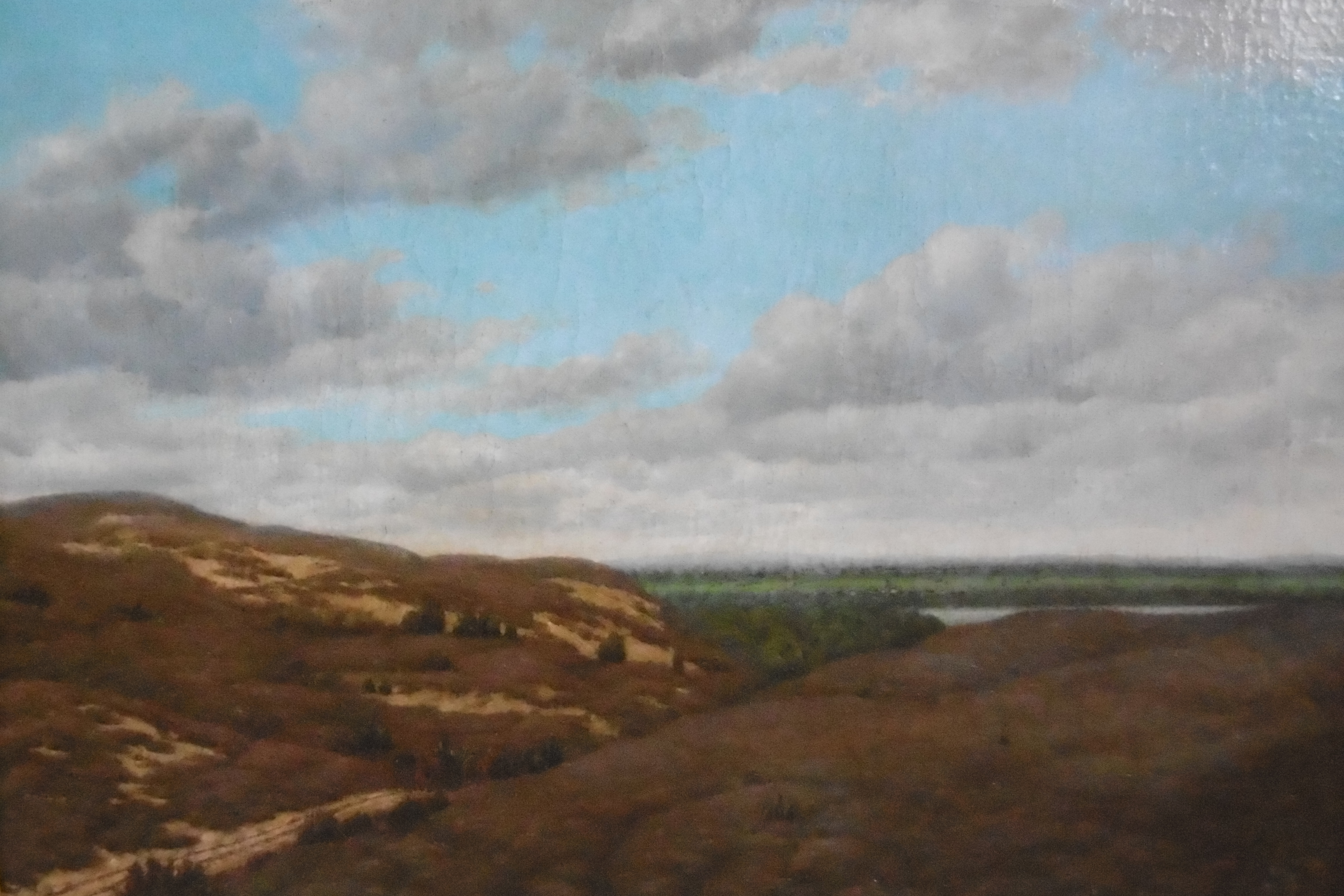
Landschap uit de Apeldoornse jaren van Gabriel Hanedoes.

Gabriel Hanedoes heeft tien jaar in Den Haag gewoond. In 1919 ging hij verhuizen naar Apeldoorn aan de Tuinstraat. Niet lang nadat hij in Apeldoorn ging wonen, trad hij in het huwelijk met de Duitse Bertha Koenemann. Hij was op dat moment 50 jaar oud en zij was 33 jaar oud. Het huwelijk heeft slechts tien jaar stand gehouden.
Hij zou tot aan zijn dood, in 1953, in Apeldoorn blijven wonen. Zijn Apeldoornse jaren waren niet bijzonder succesvol meer. Het waren meer de jaren waarop terug werd gekeken op zijn successen. Hij schilderde nog wel landschappen en hij gaf ook exposities.
- Biografisch Portaal: 26452645
- RKD-Nederlands Instituut voor Kunstgeschiedenis: 87345